# Šibenik-Knin

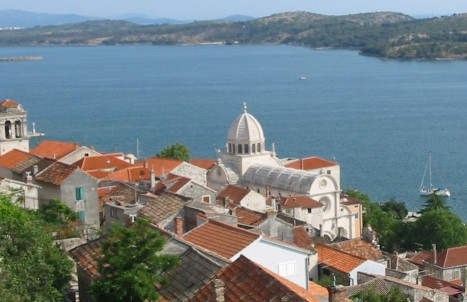
Uitzicht op de omgeving van Šibenik en de kathedraal Svetog Jakova

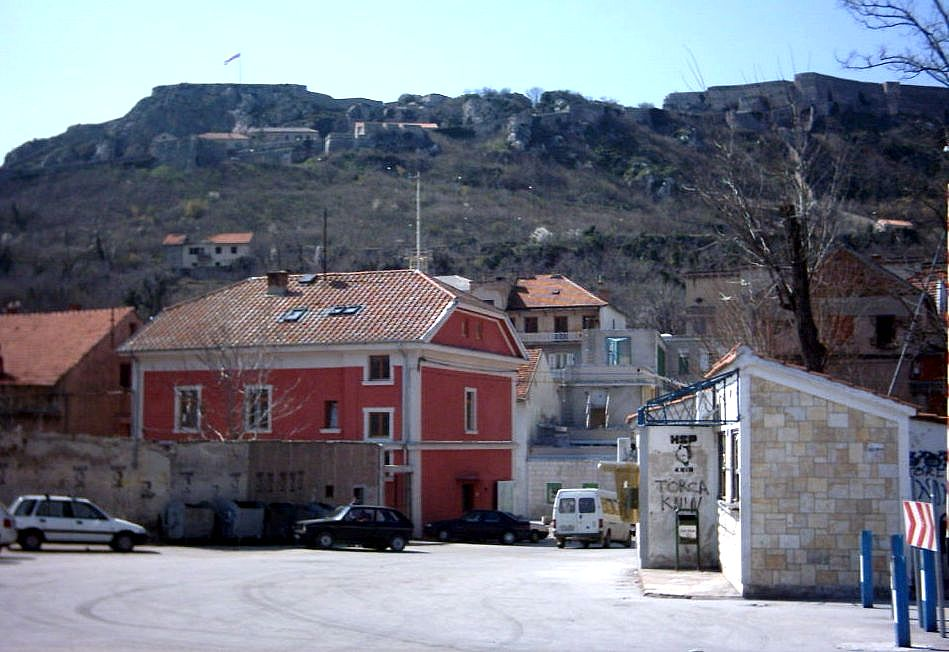
Fort van Knin

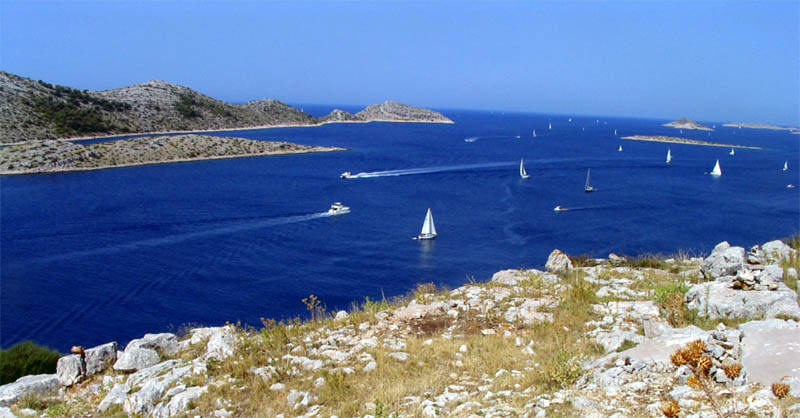
Kornaten

De provincie Šibenik-Knin (Kroatisch: Šibensko-kninska županija) is een provincie in het midden-noorden van het Kroatische Dalmatië.
Het administratieve centrum is Šibenik; andere belangrijke plaatsen zijn Knin (tussen 1991 en 1995 de hoofdstad van de Republiek van Servisch Krajina), Drniš en Skradin. De provincie strekt zich uit over een gebied van 1860 km² en heeft 110.000 inwoners (2001). Bij de provincie horen 242 eilanden, waaronder het nationale park van de Kornaten. Een tweede nationaal park in de provincie is Krka.

## Geografie
De provincie beslaat een oppervlakte van 1860 vierkante kilometer en bestaat uit een kustgebied, binnenland en 242 eilanden, eilandjes en rotsen. De eilanden liggen merendeels in het noorden van de provincie en zijn merendeels grillig, kaal en dunbevolkt. Slechts tien eilanden worden bewoond. De grootste eilandengroep, Kornaten (Kroatisch: Kornati) genaamd, is bekend om de eigenaardige vorm van de kustlijn en om haar natuurschoonheden. De flora van de eilanden wordt overheerst door dichte, altijd groene heesters (maquis).
Het reliëf van het vasteland kenmerkt zich door kalkstenen bergruggen (de Trtar-bergketen, die zich in zuidoostelijke richting uitstrekt, en daarvoor een lagere bergketen, de Šibensko-primorski), door dalen (Gornje i Donje polje) en door bergvlaktes, waar landbouw wordt bedreven. De flora van het binnenland wordt overheerst door sparren.
Vanuit de baai van Šibenik, die tien kilometer lang en driehonderd tot twaalfhonderd meter breed is, komt men op de open zee en in het eilandengebied via een smal en kronkelig kanaal. Het kustgebied van dit deel van de provincie is maar een paar kilometer breed, gelegen tussen de zee tot aan de Trtar-bergketen en in het zuidoosten tot aan de bergkam van de Svilaja. Dit gebied, waar het merendeel van de districtbevolking woont, is na de Tweede Wereldoorlog sterk verstedelijkt. In deze kustzone bevindt zich bijna alle industrie van de provincie. Ook in het kustgebied komen zeer veel dichte, altijd groene heesters voor. Het gebied rond Šibenik kent een mediterraan klimaat met warme zomers, waarin de zeewind voor afkoeling zorgt, en droge winters.

## Bestuurlijke indeling
Šibenik-Knin is onderverdeeld in:
- De (hoofd)stad Šibenik
- De stad Knin
- De stad Vodice
- De stad Drniš
- De gemeente Ružić
- De gemeente Unešić
- De gemeente Biskupija
- De gemeente Civljane
- De gemeente Ervenik
- De gemeente Kijevo
- De gemeente Kistanje
- De gemeente Murter-Kornati
- De gemeente Pirovac
- De gemeente Primošten
- De gemeente Promina
- De gemeente Rogoznica
- De gemeente Tisno

## Provinciale regering
- Župan (prefect): Duje Stančić (HDZ)
- Dožupan: Goran Pauk (HDZ)
- Dožupan: Ante Tanfara (HSP)

De provinciale assemblee, met Josip Odak (HDZ als voorzitter, bestaat uit 41 vertegenwoordigers van de volgende politieke partijen:
- Kroatische Democratische Unie (HDZ) 18
- SDP-HSS-HNS: 9
  - Sociaaldemocratische Partij van Kroatië (SDP)
  - Kroatische Boerenpartij (HSS)
  - Kroatische Volkspartij (HNS)
- Onafhankelijke Democratische Servische Partij (SDSS) 6
- Kroatische Partij van Rechten (HSP) 6
- DC-HSLS: 2
  - Democratisch Centrum (DC)
  - Kroatische Sociaal Liberale Partij (HSLS)
- Kroatische Senioren Partij (HSU) 2

Gebaseerd op de verkiezingsuitslagen van 2005.